# استره گولئا
اِستره گولئا (رومانیایی: Stere Gulea؛ زادهٔ ۲ اوت ۱۹۴۳) کارگردان فیلم و فیلم‌نامه‌نویس اهل رومانی است.

## گزیده فیلم‌شناسی
از فیلم‌هایی که وی در آن‌ها نقش داشته‌است، می‌توان به خانواده مورومته اشاره نمود.